# Masirana akiyoshiensis
Masirana akiyoshiensis là một loài nhện trong họ Leptonetidae.
Loài này thuộc chi Masirana. Masirana akiyoshiensis được miêu tả năm 1958 bởi Oi.